# Abbaye de Kappel
L'abbaye de Kappel est une ancienne abbaye cistercienne fondée en 1185 à Kappel am Albis, fermée par la Réforme protestante et aujourd'hui utilisée comme centre de formation par l'Église évangélique réformée du canton de Zurich (de).

## Histoire

### Fondation
L'abbaye de Kappel est fondée en 1185 par des moines de l'abbaye d'Hauterive, eux-mêmes invités à venir s'y établir par les barons d'Eschenbach. Dès sa fondation, l'abbaye est approuvée par l'évêque de Constance Hermann von Friedingen (de).

### Prospérité

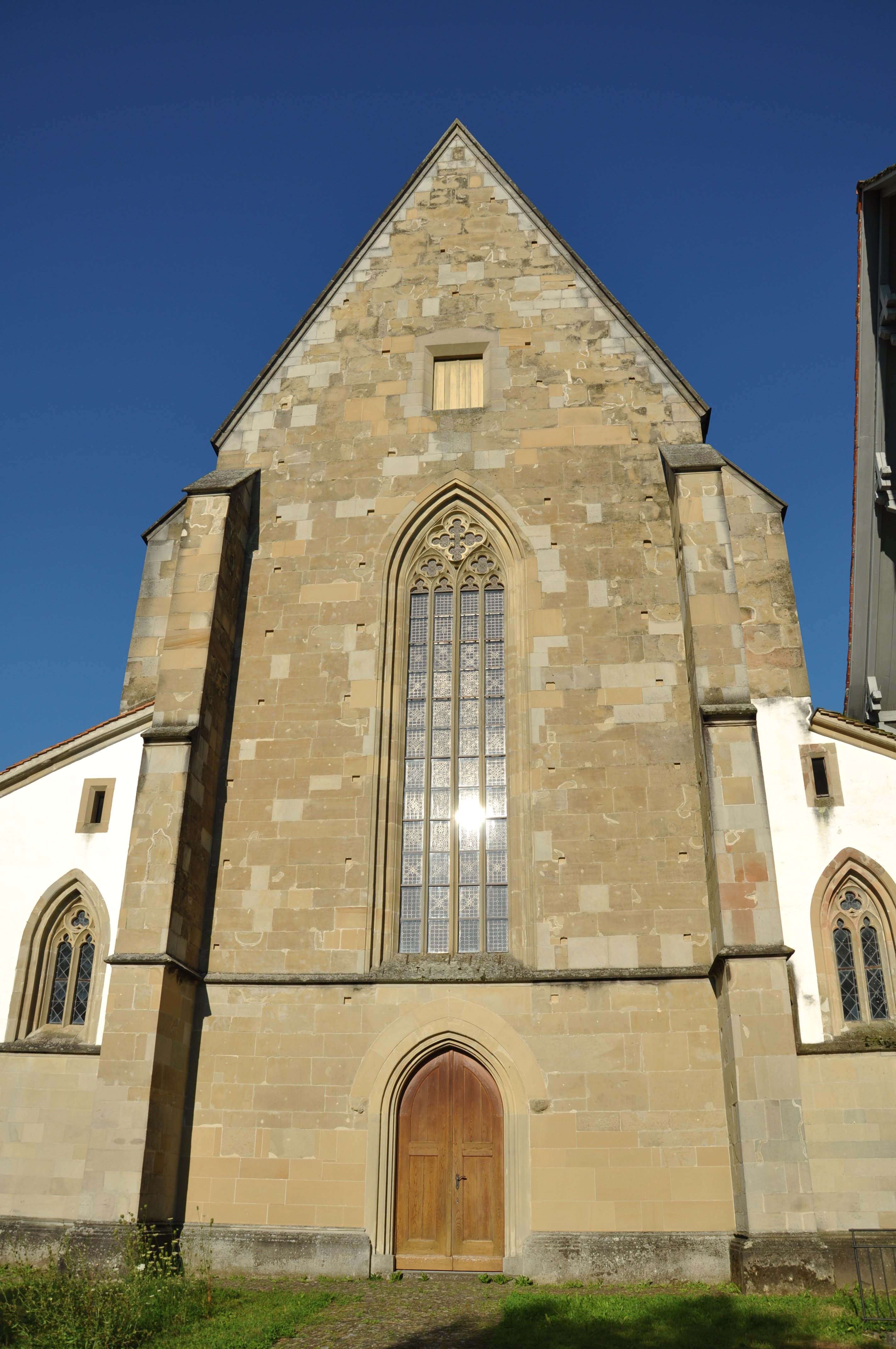
Façade de l'abbatiale.

L'abbaye se voit octroyer plusieurs privilèges, notamment de la part de plusieurs des empereurs et du pape Innocent III, mais surtout des seigneurs locaux. Ainsi pourvue en encouragée, elle acquiert un grand rayonnement spirituel et une grande richesse matérielle, cette dernière tournée en particulier vers la viticulture (près de Zoug et à Wollishofen).

### Les guerres et destructions
À partir de la seconde moitié du XIVe siècle, cette prospérité s'effrite ; la guerre de Zurich, au milieu du XVe siècle, contraint les moines à se réfugier dans cette ville alors que les troupes des autres cantons pillent leur abbaye ; un incendie ravage les bâtiments en 1493.

### La fin de l'abbaye

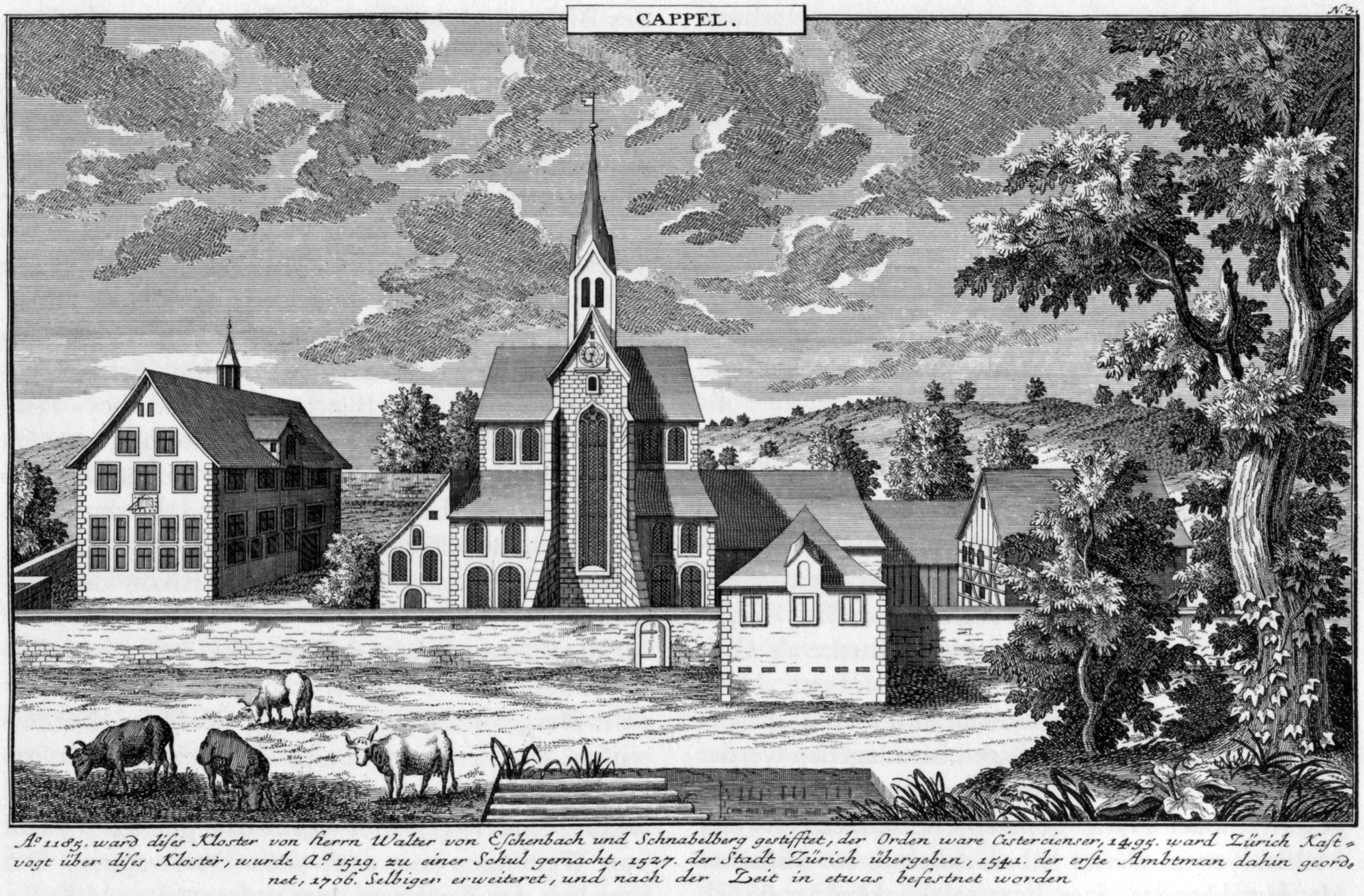
L'abbaye en 1741.

Quand la Réforme d'Ulrich Zwingli est prêchée à partir de 1516, les abbayes catholiques sont menacés de fermeture. Celle-ci intervient en 1527, et l'abbaye devient propriété de la ville de Zurich, qui le gère comme un domaine foncier. À partir de 1834, l'ancien monastère abrite des institutions sociales ; en 1983, l'abbaye redevient une institution religieuse, rachetée par l'Église évangélique réformée du canton de Zurich (de).